# Nyceryx maxwelli
Nyceryx maxwelli là một loài bướm đêm thuộc họ Sphingidae. Loài này có ở Bolivia và Venezuela.
Sải cánh khoảng 63 mm. Nó gần giống loài Nyceryx continua cratera.
Cá thể trưởng thành mọc cánh quanh năm.